# Genzaburō Yoshino
Genzaburō Yoshino (吉野 源三郎?, Yoshino Genzaburō; Tokyo, 9 aprile 1899 – 23 maggio 1981) è stato uno scrittore, critico letterario, traduttore giornalista e attivista giapponese, noto per i suoi libri per ragazzi, tra cui E voi come vivrete? (君たちはどう生きるか? Kimi-tachi wa dō ikiru ka) (1937).
Intellettuale progressista dell'era Showa e docente dell'Università Meiji, fu uno dei fondatori della rivista per ragazzi Iwanami Shonen Bunko e ricoprì l'incarico di amministratore delegato presso Iwanami Shoten, di primo presidente del Congresso giapponese dei giornalisti e di assistente presso l'Okinawa Resource Center.

## Opere
- E voi come vivrete? (君たちはどう生きるか? Kimi-tachi wa dō ikiru ka), illustrato da Kazu Wakita (1937)
- Ningen no tōto-sa o mamorou (人間の尊さを守ろう? letteralmente, in italiano, "Proteggi la preziosità degli esseri umani") (1948)
- Jinrui no shinpo ni tsukushita hito - Eiburahamu Rinkān no isshō (人類の進歩につくした人 - エイブラハム・リンカーンの一生? "Persone che hanno fatto progressi nel genere umano - La vita di Abraham Lincoln") (1949)
- E voi come vivrete? (君たちはどう生きるか? Kimi-tachi wa dō ikiru ka), adattato da Oki Naotaro (1954)
- Eiburahamu Rinkān (エイブ・リンカーン? "Abramo Lincoln"), con Mukai Junkichi (1958)
- E voi come vivrete? (君たちはどう生きるか? Kimi-tachi wa dō ikiru ka), illustrato da Shigekazu Uehara (1959)
- Boku mo ningen kimi mo ningen (ぼくも人間きみも人間? "Io sono un essere umano, tu sei un essere umano") (1959)
- Nana rei-nen mondai no tame ni tatakatte iru shokun e (七〇年問題のために闘っている諸君へ? letteralmente, in italiano, "A te che stai combattendo per il problema dei 70 anni") (1970)
- Dō jidai no koto Vu~etonamu sensō o wasureruna (?, 同時代のこと ヴェトナム戦争を忘れるな) (1974)